# Heinrich Friedrich Ernst von Corvin-Wiersbitzki
Heinrich Friedrich Ernst von Corvin-Wiersbitzki (auch: Corvin-Wierzbicki, * 1. Februar 1768 auf Gehlweiden; † 17. April 1823 ebenda) war ein preußischer Generalmajor.

## Leben

### Herkunft
Er war der Sohn von Johann Friedrich von Corvin-Wiersbitzki (1714–1768) und dessen Ehefrau Elisabeth Christine Hermine, geborene von Graevenitz (1730–1810). Sein Vater war preußischer Kapitän a. D., zuletzt im Infanterieregiment „von Münchow“, sowie Erbherr auf Gehlweiden. Sein Onkel war der Generalmajor Georg Ludwig von Wiersbitzki.

### Militärlaufbahn
Corvin-Wiersbitzki kam im Jahr 1771 als Gefreitenkorporal in das Dragonerregiment „Finck von Finckenstein“ der Preußischen Armee, dem er zeit seines Lebens angehören sollte. Dort avancierte er bis Ende September 1776 zum Sekondeleutnant und nahm 1778/79 während des Bayerischen Erbfolgekrieges am Gefecht bei Jägersdorf teil. In den folgenden Jahren stieg Corvin-Wiersbitzki bis zum Major auf. 1794 kämpfte er während des Feldzuges in Polen vor Warschau, bei Wanikowo, Powonst und Groß Magnuszewo. In Würdigung seiner Leistungen zeichnete König Friedrich Wilhelm II. ihn am 3. September 1794 mit dem Orden Pour le Mérite aus.
Am 31. Dezember 1803 wurde Corvin-Wiersbitzki zum Regimentskommandeur ernannt und in dieser Stellung am 20. Mai 1804 mit Patent vom 22. Mai 1804 zum Oberstleutnant sowie am 20. Mai 1806 zum Oberst befördert. Im Vierten Koalitionskrieg kämpfte er in den Schlachten von Preußisch Eylau und Friedland. Nach dem Frieden von Tilsit wurde er 1807 mit Halbsold inaktiv gestellt. Trotz der Befreiungskriege erfolgte für Corvin-Wiersbitzki keine weitere Verwendung. Er erhielt ab dem 1. Dezember 1813 eine Pension von 900 Talern und am 9. März 1814 wurde ihm noch der Charakter eines Generalmajors verliehen. Corvin-Wiersbitzki starb am 17. April 1823 auf Gehlweiden.

### Familie
Obwohl er unverheiratet war, hatte Corvin-Wiersbitzki zwei Töchter und einen Sohn. Aus der Beziehung mit Regine Elmers ging die Tochter Henriette Augustine (1791–1861) hervor, die er am 1. März 1795 legitimierte. Sie heiratete später den Leutnant August Boguslaw von Glasenapp (1781–1863), Herr auf Rogallen. Mit Louise Cholewa hatte Corvin-Wiersbitzki die Tochter Hermine Henriette Louise (1808–1880). Diese heiratete den Stadtsekretär von Goldap David Stotz und nach dessen Tod am 6. Juni 1830 den Gutsbesitzer Johann Heinrich Borkowski (1800–1865) auf Tratzen bei Lyck. Mit Katharina Pulkowski hatte Corvin-Wiersbitzki einen Sohn – den er auch adoptierte – Johann Friedrich Wilhelm von Wiersbitzki (* 1815), zuletzt Lazaretinspektor im Regiment der Gardes du Corps.